# Happiness Bastards
Happiness Bastards è il nono album in studio della rock band americana The Black Crowes, pubblicato il 15 marzo 2024 tramite l'etichetta Silver Arrow Records. L'album è stato prodotto da Jay Joyce.

## Descrizione
È il primo album della band dalla loro riunione nel 2019 e il primo con materiale nuovo dal 2009, quando uscì Before the Frost...Until the Freeze. Il singolo Wanting and Waiting ha preceduto l'album ed è stato pubblicato il 12 gennaio 2024.

## Accoglienza
| Recensione          | Giudizio |
| ------------------- | -------- |
| Metacritic          | 80/100   |
| Blues Rock Review   | 8/10     |
| Classic Rock        | [ 6 ]    |
| AllMusic            | [ 7 ]    |
| Record Collector    | [ 8 ]    |
| Paste Magazine      | 7,3/10   |
| Under The Radar Mag | 7/10     |
| Pop Matters         | 7/10     |

Happiness Bastards ha ricevuto un punteggio di 80 su 100 su Metacritic, basato su nove recensioni di critici, raggiungendo un parere "generalmente favorevole". La rivista Classic Rock ha detto: "Un disco rock'n'roll più funky di un paio di pantaloni sporchi, più soul di una convention gospel, più caldo dell'amore di una madre e più groovy del Grand Canyon."

## Tracce
Testi e musiche di Chris Robinson e Rich Robinson.
1. "Bedside Manners" – 3:41
2. "Rats and Clowns" – 3:33
3. "Cross Your Fingers" – 3:49
4. "Wanting and Waiting" – 4:15
5. "Wilted Rose" (ft. Lainey Wilson) – 5:06
6. "Dirty Cold Sun" – 3:05
7. "Bleed It Dry" – 2:56
8. "Flesh Wound" – 3:34
9. "Follow the Moon" – 3:26
10. "Kindred Friend" – 4:29

## Formazione
Gruppo
- Nico Bereciartúa – chitarra
- Erik Deutsch – tastiere
- Brian Griffin – batteria
- Sven Pipien – basso, voce
- Chris Robinson – voce solista, arpa, grafica, design
- Rich Robinson – chitarra, voce

Altri collaboratori
- Jay Joyce – produzione, mixaggio, chitarra, tastiere
- Pete Lyman – mastering
- Jason Hall – mixaggio, ingegnere audio
- Daniel Bacigalupi – assistenza al mastering
- Alex Grimm – assistenza tecnica
- Jimmy Mansfield – assistenza tecnica
- Josh Groppel – assistenza tecnica
- Camille Robinson – grafiche, design